# Survivor (tv-show)
 For alternative betydninger, se Survivor. (Se også artikler, som begynder med Survivor)
Survivor er den amerikanske udgave af Robinson Ekspeditionen[kilde mangler]

## Sæsoner
| Nr. | Titel                                     | Hold | Vinder             | Finalist(er)                      | Finalist(er)                      | Stemmer i finalen |
| --- | ----------------------------------------- | --- | ------------------ | --------------------------------- | --------------------------------- | ----------------- |
| 1   | Survivor: Borneo                          | To hold af otte | Richard Hatch      | Kelly Wiglesworth                 | Kelly Wiglesworth                 | 4-3               |
| 2   | Survivor: The Australian Outback          | To hold af otte | Tina Wesson        | Colby Donaldson                   | Colby Donaldson                   | 4-3               |
| 3   | Survivor: Africa                          | To hold af otte | Ethan Zohn         | Kim Johnson                       | Kim Johnson                       | 5-2               |
| 4   | Survivor: Marquesas                       | To hold af otte | Vecepia Towery     | Neleh Dennis                      | Neleh Dennis                      | 4-3               |
| 5   | Survivor: Thailand                        | To hold af otte. Holdene blev dannet af de to ældste deltagere, Jake Billingsley og Jan Gentry                                                                | Brian Heidik       | Clay Jordan                       | Clay Jordan                       | 4-3               |
| 6   | Survivor: The Amazon                      | To hold af otte, opdelt i køn | Jenna Morasca      | Matthew von Ertfelda              | Matthew von Ertfelda              | 6-1               |
| 7   | Survivor: Pearls Islands                  | To hold af otte | Sandra Diaz-Twine  | Lillian Morris                    | Lillian Morris                    | 6-1               |
| 8   | Survivor: All-Stars                       | Tre hold af seks. Alle tidligere deltagere | Amber Brkich       | Rob Mariano                       | Rob Mariano                       | 4-3               |
| 9   | Survivor: Vanuatu                         | To hold af ni, opdelt i køn | Chris Daugherty    | Twila Tanner                      | Twila Tanner                      | 5-2               |
| 10  | Survivor. Palau                           | To hold af ni valgt af to holdkaptajner. De to som ikke blev valgt røg ud                                                                                     | Tom Westman        | Katie Gallagher                   | Katie Gallagher                   | 6-1               |
| 11  | Survivor: Guatemala                       | To hold af ni, med én tidligere deltagere på hvert hold | Danni Boatwright   | Stephenie LaGrossa                | Stephenie LaGrossa                | 6-1               |
| 12  | Survivor: Panama                          | Fire hold af fire, opdelt i alder og køn | Aras Baskauskas    | Danielle DiLorenzo                | Danielle DiLorenzo                | 5-2               |
| 13  | Survivor: Cook Islands                    | Fire hold af fem, opdelt i etnicitet: Afroamerikanere, hvide amerikanerne, latinamerikanere og asiat-amerikanere                                              | Yul Kwon           | Ozzy Lusth                        | Becky Lee                         | 5-4-0             |
| 14  | Survivor: Fiji                            | To hold af ni, dannet af en tilfældig valgt deltager, som ikke selv kom på et hold. Denne deltager blev dog sat ind på det hold som først mistede en deltager | Earl Cole          | Cassandra Frankling & Dreamz Herd | Cassandra Frankling & Dreamz Herd | 9-0-0             |
| 15  | Survivor: China                           | To hold af otte | Todd Herzog        | Courtney Yates                    | Amanda Kimmel                     | 4-2-1             |
| 16  | Survivor: Micronesia                      | To hold af ti. Det ene hold bestående af nye deltagere og det andet bestående af tidligere deltagere.                                                         | Parvati Shallow    | Amanda Kimmel                     | Amanda Kimmel                     | 5-3               |
| 17  | Survivor: Gabon                           | To hold af ni. Holdene blev dannet af de to ældste deltagere: Bob Crowley og Gillian Larson                                                                   | Bob Crowley        | Susie Smith                       | Sugar Kiper                       | 4-3-0             |
| 18  | Survivor: Tocantins                       | To hold af otte | J.T Thomas         | Stephen Fishbach                  | Stephen Fishbach                  | 7-0               |
| 19  | Survivor: Samoa                           | To hold af ti | Natalie White      | Russell Hantz                     | Mick Trimming                     | 7-2-0             |
| 20  | Survivor: Heroes vs. Villains             | To hold af ti, opdelt i "helte" og "skurke". Alle tidligere deltagere                                                                                         | Sandra Diaz-Twine  | Parvati Shallow                   | Russel Hantz                      | 6-3-0             |
| 21  | Survivor: Nicaragua                       | To hold af ti, opdelt i alder | Fabio Birza        | Chase Rice                        | Sash Lenahan                      | 5-4-0             |
| 22  | Survivor: Redemption Island               | To hold af ni, med én tidligere deltager på hvert hold | Rob Mariano        | Philliip Sheppard                 | Natalie Tenerelli                 | 8-1-0             |
| 23  | Survivor: South Pacific                   | To hold af ni, med én tidligere deltager på hvert hold | Sophie Clarke      | Coach Wade                        | Albert Destrade                   | 6-3-0             |
| 24  | Survivor: One World                       | To hold af ni, opdelt i køn. De to hold boede denne gang på samme strand fra start af                                                                         | Kim Spradlin       | Sabrina Thompson                  | Chelsea Meissner                  | 7-2-0             |
| 25  | Survivor: Philippines                     | Tre hold af seks, med én tidligere deltager på hvert hold, som alle blev evakueret under deres seneste sæson                                                  | Denise Stapley     | Lisa Whelchel & Michael Skupin    | Lisa Whelchel & Michael Skupin    | 6-1-1             |
| 26  | Survivor: Caramoan                        | To hold af ti. Det ene bestående af nye deltagere og det andet bestående af tidligere deltagere                                                               | John Cochran       | Dawn Meehan & Sherri Beithman     | Dawn Meehan & Sherri Beithman     | 8-0-0             |
| 27  | Survivor: Blood vs. Water                 | To hold af 10. Det ene bestående af tidligere deltagere og det andet bestående af nye deltagere, som hver har en relation til en på det modsatte hold         | Tyson Apostol      | Monica Culpepper                  | Gervase Peterson                  | 7-1-0             |
| 28  | Survivor: Cagayan                         | Tre hold af seks, opdelt i klogskab, styrke og skønhed | Tony Vlachos       | Woo Hwang                         | Woo Hwang                         | 8-1               |
| 29  | Survivor: San Juan del Sur                | To hold af ni, hvor hver deltager har en relation til en på det modsatte hold                                                                                 | Natalie Anderson   | Jaclyn Schultz                    | Missy Payne                       | 5-2-1             |
| 30  | Survivor: Worlds Apart                    | Tre hold af seks, opdelt efter sociale klasser: "White collar", "Blue collar" og "No collar"                                                                  | Mike Holloway      | Carolyn Rivera & Will Sims II     | Carolyn Rivera & Will Sims II     | 6-1-1             |
| 31  | Survivor: Cambodia                        | To hold af ti, som alle har deltaget tidligere. Deltagerne blev valgt af seerne                                                                               | Jeremy Collins     | Spencer Bledsoe & Tasha Fox       | Spencer Bledsoe & Tasha Fox       | 10-0-0            |
| 32  | Survivor: Kaôh Rõng                       | Tre hold af seks, opdelt i klogskab, styrke og skønhed | Michele Fitzgerald | Aubry Bracco                      | Tai Trang                         | 5-2-0             |
| 33  | Survivor: Millennials vs. Gen X           | To hold af 10, opdelt efter alder | Adam Klein         | Hannah Shapiro & Ken McNickle     | Hannah Shapiro & Ken McNickle     | 10-0-0            |
| 34  | Survivor: Game Changers                   | To hold af ti. Alle tidligere deltagere | Sarah Lacina       | Brad Culpepper                    | Troyzan Robertson                 | 7-3-0             |
| 35  | Survivor: Heroes vs. Healers vs. Hustlers | Tre hold af seks, opdelt efter hvordan andre ser dem: Helte, healere og hårdtarbejdende                                                                       | Ben Driebergen     | Chrissy Hofbeck                   | Ryan Ulrich                       | 5-2-1             |
| 36  | Survivor: Ghost Island                    | To hold af ti | Wendell Holland    | Domenick Abbate                   | Laurel Johnson                    | 6-5-0             |
| 37  | Survivor: David vs. Goliath               | To hold af ti, opdelt efter mængden af succes i livet | Nick Wilson        | Mike White                        | Angelina Keeley                   | 7-3-0             |
| 38  | Survivor: Edge of Extinction              | To hold af ni, med to tidligere deltagere på hvert hold | Chris Underwood    | Gavin Whitson                     | Julie Rosenberg                   | 9-4-0             |
| 39  | Survivor: Island of the Idols             | To hold af ti, samt to tidligere deltagere som dog kun agerede læremestre og deltog derfor ikke i konkurrencen                                                | Tommy Sheehan      | Dean Kowalski                     | Noura Salman                      | 9-2-0             |
| 40  | Survivor: Winners at War                  | To hold af ti. Alle tidligere vindere | Tony Vlachos       | Natalie Anderson                  | Michele Fitzgerald                | 12-4-0            |